# 박상명
박상명(한국 한자: 朴庠明, 2000년 4월 21일 ~ )은 대한민국의 축구 선수이며, 포지션은 공격수이다.